# Chrysler Atlantic
Pour les articles homonymes, voir Chrysler et Atlantic.
La Chrysler Atlantic Concept est une voiture de sport concept car GT 2+2 néo-rétro du constructeur automobile américain Chrysler, présenté au salon de l'automobile de Détroit de 1995.  

## Histoire
À la suite du précédent concept car Chrysler 300 Concept de 1991, (sur base de Dodge Viper (SR I) à moteur V10 de 400 ch) ce concept car de 5 m de long est conçu par les designers Chrysler Bob Hubbach et chef designer Tom Gale (en) à partir d'un croquis dessiné sur une serviette de 1993 du président de Chrysler Bob Lutz,, (inspiré par des concours d'élégance de voiture de collection). 

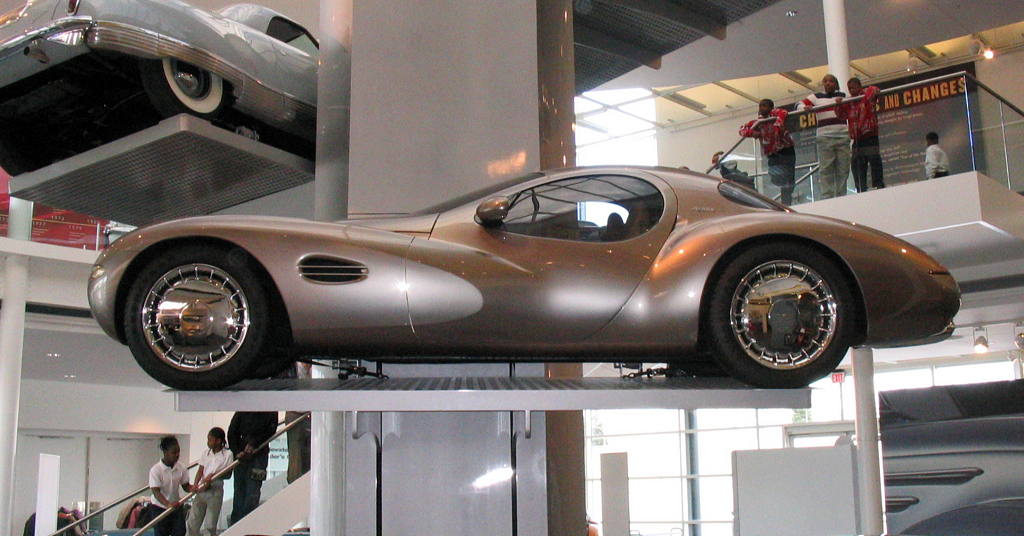
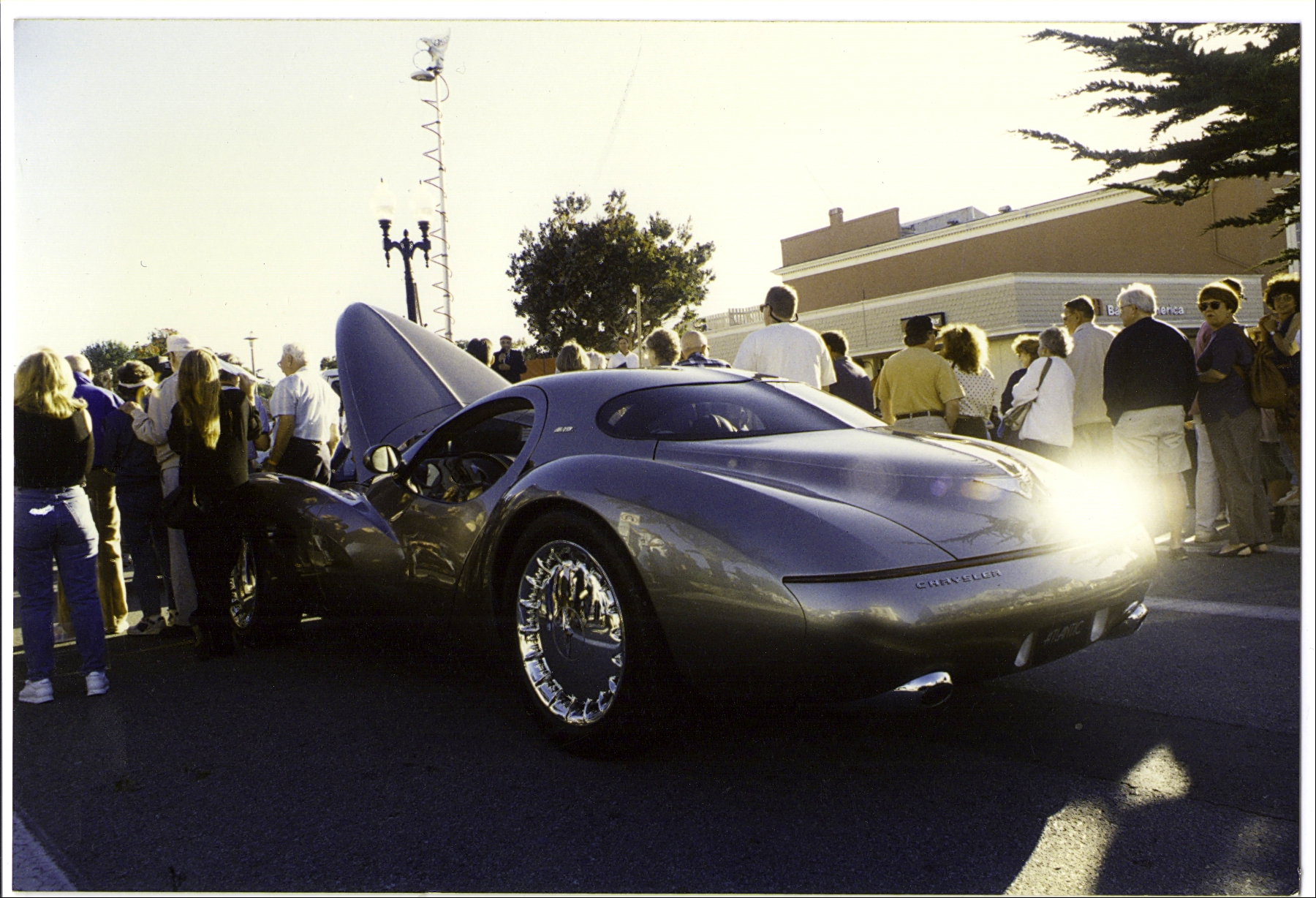

Exposé au Walter P. Chrysler Museum d'Auburn Hills près de Détroit dans le Michigan, il est un des concept cars américains les plus populaires de Chrysler, régulièrement exposé pour la promotion de l'image de la marque, et utilisé à titre de marketing publicitaire d'une gamme de produits d'entretien, d'accessoires et d'électronique automobile.

## Carrosserie
Le design néo-rétro intérieur et extérieur de ce concept car est inspiré des voitures françaises de légende Bugatti Type 57SC Atlantic, Bugatti Aérolithe, Talbot-Lago T150-C SS « Goutte d’eau » Figoni & Falaschi, Hispano-Suiza H6 C Xenia Dubonnet, et autres La Baleine... des années 1930, avec entre autres des jauges de tableau de bord de style Art déco, et des jantes chromées avant de 21 pouces et 22 pouces arrière... 

## Motorisation
La Chrysler Atlantic Concept est motorisée (à l'image des Bugatti Type 57SC Atlantic et Bugatti Aérolithe à moteur 8 cylindres en ligne de 3,3 L) par un moteur 8 cylindres en ligne de 4,0 L pour 360 chevaux, construit à base d'assemblage de deux moteurs 4 cylindres de 2 L de Dodge Neon de 1994, avec boite automatique autostick (en) Chrysler. 